# سريشمه
سريشمه هي ناحية في قضاء خليفان في إدارة سوران المستقلة في محافظة أربيل شمال العراق.